# Xã Getty, Quận Stearns, Minnesota
Xã Getty (tiếng Anh: Getty Township) là một xã thuộc quận Stearns, tiểu bang Minnesota, Hoa Kỳ. Năm 2010, dân số của xã này là 376 người.